# شهرستان ونیکوی (تنسی)
شهرستان ونیکوی، تنسی (به انگلیسی: Unicoi County, Tennessee) یک سکونتگاه مسکونی در ایالات متحده آمریکا است که در تنسی واقع شده‌است.

## خصوصیات
شهرستان ونیکوی ۴۸۱٫۷۴ کیلومترمربع مساحت دارد.